# NGC 4749
NGC 4749 este o galaxie spirală situată în constelația Dragonul. A fost descoperită în 7 aprilie 1793 de către William Herschel. Se află la o distanță de 38,37 de megaparseci de Pământ.